# Mistrzowie science-fiction
Mistrzowie science-fiction (ang. Masters of Science Fiction, 2007) – amerykański serial science-fiction nadawany przez stację ABC od 4 do 25 sierpnia 2007 roku. W Polsce był nadawany na kanałach AXN i AXN SciFi.

## Opis fabuły
Narratorem serialu jest fizyk Stephen Hawking, który wprowadza w tematykę zagrożeń związanych z automatyzacją społeczeństwa i podróży kosmicznych.

## Spis odcinków
1. A Clean Escape
2. The Awakening
3. Jerry Was a Man
4. The Discarded
5. Little Brother
6. Watchbird